# Belgarath
Belgarath es un personaje de ficción creado por el escritor de fantasía épica David Eddings y que aparece en sus obras de las Crónicas de Belgarath y Crónicas de Mallorea.

## Familiares
- Poledra: Mujer
- Polgara:Hija
- Durnik:Yerno y co-discípulo de Aldur
- Eriond:Nieto adoptivo
- Beldaran:Hija
- Riva Puño de Hierro: Yerno
- Garion:Nieto lejano
- Ce´Nedra:Nuera lejana
- Geran:Bisnieto lejano
- Beldin:Co-discípulo de Aldur
- Beltira y Belkira:Co-Discípulos de Aldur
- Zedar:Ex discípulo de Aldur
- También está emparentado con toda la familia real de Riva.

## Descripción
Belgarath es el hechicero más famoso de los discípulos de Aldur.
Cuando era un niño y se llamaba Garath, se encontró con Aldur y le preguntó por su divinidad y le instruyó en el arte.
Es muy libertino, y le gustan las mujeres y la cerveza por igual. También es sarcástico, disfrutando sobre todo cuando consigue vencer a Polgara en esto. Los que más odia es la formalidad, la limpieza y el orden.
Es muy descuidado, prefiriendo llevar la ropa más cómoda para su gusto, sin importarle que esta sea estrafalaria, como llevar dos botas dispares o usar una cuerda como cinturón.
Durante su aprendizaje en el Valle de Aldur hacia tareas que consideraba difíciles hasta que el dios le pidió que apartara una piedra del camino. Belgarath la intentó mover por todos los medios posibles, pero no hacía más que fracasar. Furioso, gritó a la piedra que se moviera y usó por primera vez la hechicería y se movió.
Se instaló en el Valle cuando alcanzó el rango de Discípulo de Aldur junto a sus hermanos, Beldin, Belzedar, Beltira y Belkira y se creó una torre donde guarda muchos tesoros, como la piedra del camino o numerosas profecías.
Se casó con Poledra y tuvo dos hijas: Polgara y Beldaran.
Cuando el dios Torak robó el Orbe, se unió a Cherek Hombros de Oso y a sus hijos para recuperarlo.
Bajo la forma de un lobo, entró en la Ciudad de la Noche Eterna, santuario del dios Torak y logró encontrar el orbe. Sin embargo, desde que Torak había usado el orbe para fracturar el mundo, sólo alguien con el corazón puro podría tocarlo; y la respuesta la encontró en Riva Puño de Hierro. Después de recuperar el Orbe y huir de la Ciudad de la Noche Eterna, Belgarath mandó a los hijos de  Cherek Hombros de Osoa diferentes partes del reino Alorn a que fundaran reinos distintos para defender al Orbe, y a su portador Riva Puño de Hierro a la Isla de los Vientos. Al llegar a su casa, descubrió que Poledra había muerto en su ausencia, y desde entonces no se perdonó el no haber estado con ella en su lecho de muerte.
Se le apareció a Riva Puño de HIerro, ordenándole forjar una espada, y mandó a su hija a que se casara con el rey. Al morir la familia real rivana en un asesinato, se hizo cargo junto a su hija Polgara del último descendiente del linaje, rescatado de las aguas.
Cuando Torak despertó, convocó a los reyes y le contraatacaron, acabando en la Batalla de Vo Mimbre.
Fue el primer humano en adentrarse en las profundidades de Ulgoland y trabó amistad con el Gorim.
Cuando Garion nació, se hizo pasar por un cuentacuentos que visitaba la Hacienda de Faldor de vez en cuando,viendo al niño y a su hija Polgara.
En ese momento le llamaban Viejo Lobo, pero Garion le dio el sobrenombre de Señor Lobo.

## Hechicería
En el mundo de las crónicas de Belgarath la hechicería es conocida como "la voluntad y la palabra",requieriendo la voluntad para realizar algo que se imagine y una palabra para enfocar el poder. El hechicero es capaz tanto de usar su propio poder interno como el de su entorno, según la dificultad de la tarea y sus propias habilidades. Este se trata del arte que mejor domina Belgarath aunque existen otras "artes" como la brujería, en el que para realizar los actos mágicos se llega a pactos con espíritus bondadosos o neutrales y la magia, en la que estos pactos se llevan a cabo con demonios. Durante sus aventuras Belgarath da muestras de manejar la magia y comprender los rudimentos de la brujería, aunque los considera más peligrosos y menos fiables que la hechicería.
Entre los actos que lleva a cabo Belgarath a lo largo de las crónicas aparece el mover piedras con el poder de su mente, hablar a distancia con su hija, otorgar el don de la palabra a las criaturas del pantano de Drasnia o encadenar a Zedar en las entrañas de la tierra para toda la eternidad.

## Misiones
Muchas son sus misiones al ser un discípulo de Aldur y parte de la profecía.
Tiene que cuidar a todos los componentes del grupo como padre, buscar significado a las profecías y descubrir la aparición de los hechiceros espontáneos.
- Datos: Q2894340